# Балка Терновата (притока Омельника)
Балка Терновата — балка (річка) в Україні у Кам'янському районі Дніпропетровської області. Ліва притока річки Омельника (басейн Дніпра).

## Опис
Довжина балки приблизно 8,74 км, найкоротша відстань між витоком і гирлом — 7,79  км, коефіцієнт звивистості річки — 1,12 . На деяких участках балка пересихає.

## Розташування
Бере початок у селі Липове. Тече переважно на південний схід і у селищі Лихівка впадає у річку Омельник, праву притоку річки Дніпра.

## Цікаві факти
- У селищі Лихівка балку перетинає автошлях Т 0423[3] (автомобільний шлях територіального значення у Дніпропетровській області. Пролягає територією Кам'янського району через Мишурин Ріг — Лихівку — Вільногірськ. Загальна довжина — 45,8 км.).